# Jørgen Christensen Garnaas
Jørgen Christensen Garnaas (Jørgen Postfører, Jørgen Postrider, født 1723 i Nes i Buskerud, Hallingdal; død 27. november 1798 i Bergen) var en norsk billedskærer og postarbejder, bosat i Bergen 1742-50.
Garnaas er kendt for at have skåret små figurer, 8–10 cm høje, i elfenben og hvalrostand, som fremstillede norske bønder og fiskere, kvinder og mænd, i folkedragter. Billedhuggeren Johann Gottfried Grund brugte dem som forlæg for statuerne i Nordmandsdalen ved Fredensborg Slot i Nordsjælland.
Frederik 5. bevilgede 1764 Garnaas en årlig pension for arbejdet med figurerne. De er, med hensyn til dragtfremstillingen, nøjagtig udført og er sammen med Grunds statuer en værdifuld kilde til studiet af norske folkedragter. Garnaas udførte også en serie trædukker som Det kongelige Kunstkammer kvitterede for i 1771 (solgt på auktion i 1824). Historisk museum i Bergen har 44 dukker som sandsynligvis også er hans værk.

## Galleri
| Statuer fra 'Kongernes Lapidarium'                                            |
| - Brud fra Vinje - Brudgom fra Vinje - Brud og brudgom fra Eiland på Færøerne |